# مروحة سقفية
المروحة السقفيّة هي مروحة مثبتة على سقف غرفة أو مكان، وعادة ما تعمل بالكهرباء، وتستخدم شفرات دوارة مثبتة على محور لتدوير الهواء.